# Drop It Like It's Hot
"Drop It Like It's Hot" je hit singl repera Snoop Dogga zajedno s Pharrellom. Snoop Dogg pjeva refren i dva stiha (od tri). Prvi stih pjeva Pharrell.
Pjesma je na Billboardu bila broj jedan tri tjedna od 11. prosinca 2004. godine, čineći Snoop Doggov prvi broj jedan na Billboard Hot 100. [nedostaje izvor]

## Top liste
| Top lista (2004.)                              | Završna pozicija |
| ---------------------------------------------- | ---------------- |
| SAD Billboard Hot 100                          | 1                |
| SAD Billboard Hot R&B/Hip-Hop Singles & Tracks | 1                |
| SAD Billboard Hot Rap Tracks                   | 1                |
| SAD Billboard Top 40 Mainstream                | 5                |
| SAD Billboard Latin Tropical Airplay           | 32               |
| Danska                                         | 2                |
| Irska                                          | 7                |
| Ujedinjeno Kraljevstvo                         | 10               |